# فرودگاه کلیمی
فرودگاه کلیمی (به انگلیسی: Kalemie Airport) یک فرودگاه همگانی با کد یاتا FMI است که یک باند فرود آسفالت دارد و طول باند آن ۱۷۵۰ متر است. این فرودگاه در کشور جمهوری دموکراتیک کنگو قرار دارد و در ارتفاع ۷۸۳ متری از سطح دریا واقع شده است.

## شرکت‌های هواپیمایی و مقصدهای پروازی
| شرکت‌های هواپیمایی              | مقصدهای پروازی                                            |
| ------------------------------ | --------------------------------------------------------- |
| Compagnie Africaine d'Aviation | Beni، بونیا، گوما، ان دیلی، Kongolo، لوبوم‌باشی، بویی مایی |